# 瑞華公寓

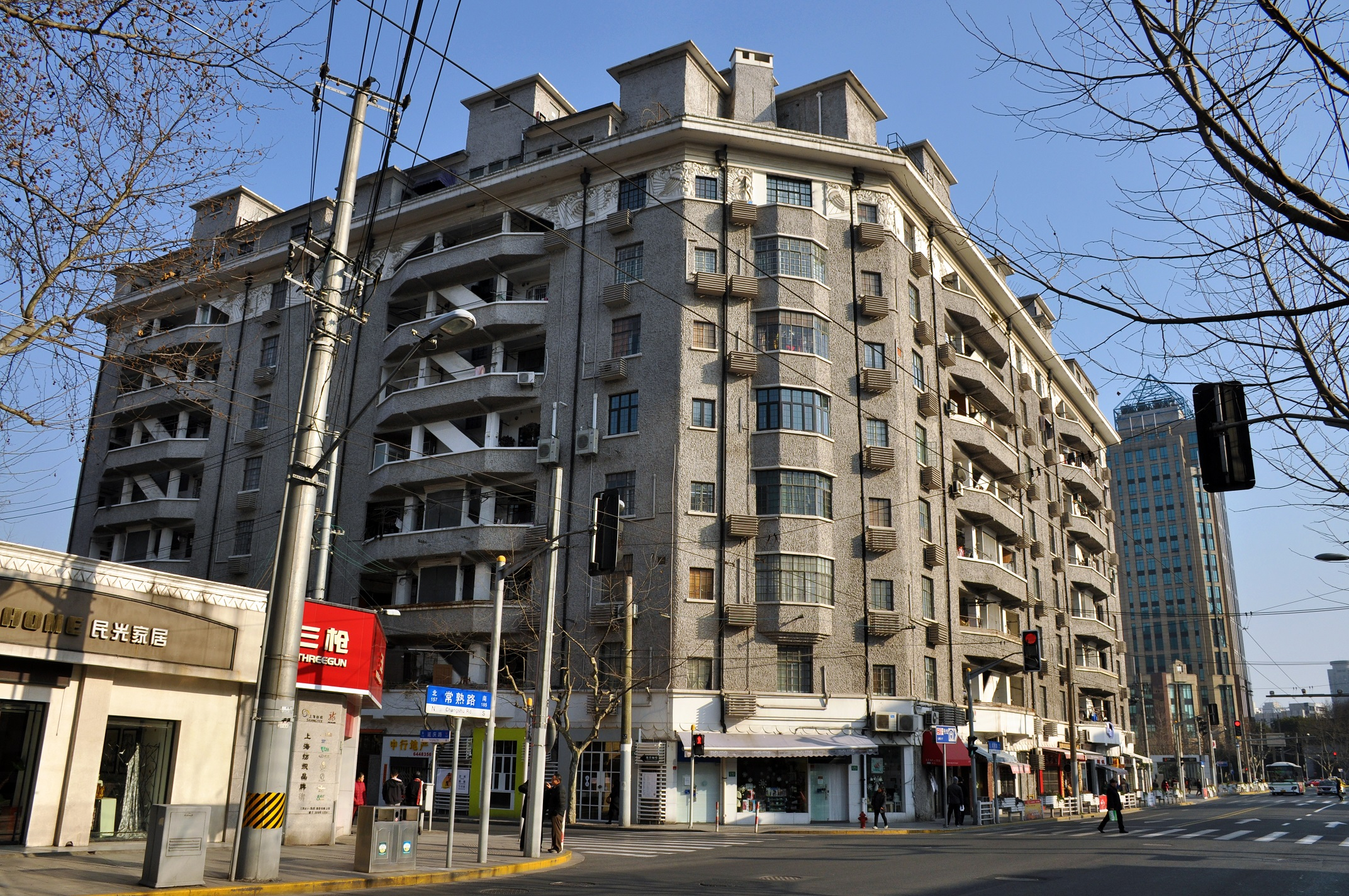
瑞華公寓

瑞華公寓、旧名は賽華公寓（英語: Savoy Apartment House）、は上海市徐匯区常熟路にある集合住宅であり、エンパイア・マンションの隣にある。
このマンションは1928年に建築された、1949年以降に改名された。1980年代以前、瑞華公寓は定年後の共産党幹部の住宅だった。瑞華公寓は上海市優秀歴史建築である。